# George Rümker
George Friedrich Wilhelm Rümker (né le 31 décembre 1832 à Ottensen (en) - mort le 3 mars 1900 à Hambourg) est un astronome allemand. Il a été, après son père Karl Rümker, le deuxième directeur de l'observatoire de Hambourg.
En 1875, il est élu membre de l'Académie allemande des sciences Leopoldina. 

## Biographie
Né de Karl Rümker et de Marie Louise Melcher, George Rümker s'intéresse à l'astronomie dès son plus jeune âge, inspiré par le travail de son père. À partir de 1851, George Rümker étudie l'astronomie théorique avec Johann Franz Encke à Berlin. En 1853, il est engagé comme observateur à l'observatoire de Durham (en).
En 1857, trois ans après le retrait de son père de l'observatoire de Hambourg en mars 1854, George retourne à Hambourg et prend la direction de l'observatoire. Trop jeune, il ne peut être officiellement nommé directeur. Cela ne sera fait qu'en 1866. Rümker demeurera en poste jusqu'en 1899.

## Travaux
George Rümker s'intéresse initialement aux observations géophysiques. En 1854, il participe aux expériences de pendule d'Airy pour déterminer la constante gravitationnelle dans les mines de charbon de Harton.
Après avoir pris la direction de l'observatoire de Hambourg, il organise une expédition pour observer l'éclipse totale de Soleil le 18 juillet 1860 à Castellón de la Plana.
Son père ayant déposé une pétition au Sénat en 1854 pour acheter un nouvel équatorial (de) pour l'observatoire. George Rümker finalise l'achat en organisant des dons supplémentaires de marchands.
Rümker initie également la relocalisation de l'observatoire de Hambourg du centre-ville de Hambourg vers la périphérie, près de Bergedorf. Cependant, pour des raisons de santé, le travail n'a pu être achevé que par son successeur Richard Schorr.

## Œuvre
- Über die Parallaxe und Aberration der Gestirne : eine astronomische Abhandlung (À propos de la parallaxe et de l'aberration des étoiles : un traité astronomique), Hambourg, 1865.
- Die totale sonnenfinsterniss am 18. juli 1860 (L'éclipse solaire totale du 18 juillet 1860), Hambourg, Perthes-Besser et Mauke, 1861 lccn.loc.gov .
- Beobachtung der totalen Sonnenfinsterniss, zu Castellon de la Plana in spanien (Observation de l'éclipse solaire totale, à Castellon de la Plana en Espagne), le 18 juillet 1860, Hambourg, 1861.